# Schietsport op de Olympische Zomerspelen 2008
De schietsport is een van de sporten die beoefend werden tijdens de Olympische Zomerspelen 2008 in Peking.

## Kwalificatie
Elk land mocht per onderdeel maximaal twee schutters inschrijven, behalve bij de vrouwen skeet en trap waar maximaal één plaats per land beschikbaar was. Tijdens diverse toernooien konden schutters startbewijzen voor hun land verdienen. Dat land bepaalde vervolgens welke schutter welk startbewijs mocht invullen. Deze schutter moest wel een minimumniveau hebben voor het betreffende onderdeel. Maximaal 390 schutters konden meedoen.

## Onderdelen
Er waren vijftien onderdelen tijdens deze Spelen, 9 voor mannen en 6 voor vrouwen. In de tabel staan de onderdelen en de datum waarop de finale van het evenement werd gehouden.
| Onderdeel                                | Datum          |
| ---------------------------------------- | -------------- |
| 50 meter, geweer liggend, mannen         | vr 15 augustus |
| 50 meter, geweer drie houdingen, mannen  | zo 17 augustus |
| 50 meter, geweer drie houdingen, vrouwen | do 14 augustus |
| 10 meter, luchtgeweer, mannen            | ma 11 augustus |
| 10 meter, luchtgeweer, vrouwen           | za 9 augustus  |
| 50 meter, pistool, mannen                | di 12 augustus |
| 25 meter, pistool, vrouwen               | wo 13 augustus |
| 25 meter, snelvuurpistool, mannen        | za 16 augustus |
| 10 meter, luchtpistool, mannen           | za 9 augustus  |
| 10 meter, luchtpistool, vrouwen          | zo 10 augustus |
| Trap, mannen                             | zo 10 augustus |
| Trap, vrouwen                            | ma 11 augustus |
| Dubbeltrap, mannen                       | di 12 augustus |
| Skeet, mannen                            | za 16 augustus |
| Skeet, vrouwen                           | do 14 augustus |

## Uitslagen

### Mannen, 50 meter, geweer liggend
| rang   | sporter         | land             | totaalscore |
| ------ | --------------- | ---------------- | ----------- |
| Goud   | Artoer Ajvazjan | Oekraïne         | 702.7       |
| Zilver | Matthew Emmons  | Verenigde Staten | 701.7       |
| Brons  | Warren Potent   | Australië        | 700.5       |

### Mannen, 50 meter, geweer drie houdingen
| rang   | sporter            | land     | totaalscore |
| ------ | ------------------ | -------- | ----------- |
| Goud   | Jian Qiu           | China    |             |
| Zilver | Joeri Soechoroekov | Oekraïne |             |
| Brons  | Rajmond Debevec    | Slovenië |             |

### Mannen, 10 meter, luchtgeweer
| rang   | sporter        | land    | totaalscore |
| ------ | -------------- | ------- | ----------- |
| Goud   | Abhinav Bindra | India   | 700.5       |
| Zilver | Zhu Qinan      | China   | 699.7       |
| Brons  | Henri Häkkinen | Finland | 669.4       |

### Mannen, 50 meter, pistool
| rang   | sporter         | land       | totaalscore |
| ------ | --------------- | ---------- | ----------- |
| Goud   | Jong Oh Jin     | Zuid-Korea | 660.4       |
| Zilver | Zongliang Tan   | China      | 659.5       |
| Brons  | Vladimir Isakov | Rusland    | 658.9       |

- Oorspronkelijke nummer twee, Jong Su Kim  Noord-Korea (660.2), gediskwalificeerd

### Mannen, 25 meter, snelvuurpistool
| rang   | sporter          | land      | totaalscore |
| ------ | ---------------- | --------- | ----------- |
| Goud   | Oleksandr Petriv | Oekraïne  |             |
| Zilver | Ralf Schumann    | Duitsland |             |
| Brons  | Christian Reitz  | Duitsland |             |

### Mannen, 10 meter, luchtpistool
| rang   | sporter      | land             | totaalscore |
| ------ | ------------ | ---------------- | ----------- |
| Goud   | Pang Wei     | China            | 688.2       |
| Zilver | Jong Oh Jin  | Zuid-Korea       | 684.5       |
| Brons  | Jason Turner | Verenigde Staten | 682.0       |

- Oorspronkelijke nummer drie, Jong Su Kim  Noord-Korea (683.0), gediskwalificeerd

### Mannen, trap
| rang   | sporter           | land     | totaalscore |
| ------ | ----------------- | -------- | ----------- |
| Goud   | David Kostelecký  | Tsjechië | 146         |
| Zilver | Giovanni Pellielo | Italië   | 143         |
| Brons  | Alexey Alipov     | Rusland  | 142         |

### Mannen, dubbeltrap
| rang   | sporter             | land             | totaalscore |
| ------ | ------------------- | ---------------- | ----------- |
| Goud   | Walton Eller        | Verenigde Staten | 190         |
| Zilver | Francesco D'Aniello | Italië           | 187         |
| Brons  | Binyan Hu           | China            | 184         |

### Mannen,skeet
| rang   | sporter         | land             | totaalscore |
| ------ | --------------- | ---------------- | ----------- |
| Goud   | Vincent Hancock | Verenigde Staten |             |
| Zilver | Tore Brovold    | Noorwegen        |             |
| Brons  | Anthony Terras  | Frankrijk        |             |

### Vrouwen, 50 meter, geweer drie houdingen
| rang   | sporter          | land     | totaalscore |
| ------ | ---------------- | -------- | ----------- |
| Goud   | Li Du            | China    |             |
| Zilver | Katerina Emmons  | Tsjechië |             |
| Brons  | Eglis Yaima Cruz | Cuba     |             |

### Vrouwen, 10 meter, luchtgeweer
| rang   | sporter         | land     | totaalscore |
| ------ | --------------- | -------- | ----------- |
| Goud   | Kateřina Emmons | Tsjechië | 503,5       |
| Zilver | Ljoebov Galkina | Rusland  | 502,1       |
| Brons  | Snjezana Pejcic | Kroatië  | 500,9       |

### Vrouwen, 25 meter, pistool
| rang   | sporter              | land      | totaalscore |
| ------ | -------------------- | --------- | ----------- |
| Goud   | Chen Ying            | China     | 793.4       |
| Zilver | Gundegmaa Otryad     | Mongolië  | 792.2       |
| Brons  | Munkhbayar Dorjsuren | Duitsland | 789.2       |

### Vrouwen, 10 meter, luchtpistool
| rang   | sporter          | land    | totaalscore |
| ------ | ---------------- | ------- | ----------- |
| Goud   | Guo Wenjun       | China   | 492,7       |
| Zilver | Natalia Paderina | Rusland | 489,1       |
| Brons  | Nino Saloekvadze | Georgië | 487,4       |

### Vrouwen, trap
| rang   | sporter             | land             | totaalscore |
| ------ | ------------------- | ---------------- | ----------- |
| Goud   | Satu Mäkelä-Nummela | Finland          | 91          |
| Zilver | Zuzana Stefeceková  | Slowakije        | 89          |
| Brons  | Corey Cogdell       | Verenigde Staten | 86          |

### Vrouwen, skeet
| rang   | sporter           | land             | totaalscore |
| ------ | ----------------- | ---------------- | ----------- |
| Goud   | Chiara Cainero    | Italië           |             |
| Zilver | Kimberly Rhode    | Verenigde Staten |             |
| Brons  | Christine Brinker | Duitsland        |             |

## Medaillespiegel
| Plaats | Land             | NOC    | Goud | Zilver | Brons | Totaal |
| ------ | ---------------- | ------ | ---- | ------ | ----- | ------ |
| 1      | China            | CHN    | 5    | 2      | 1     | 8      |
| 2      | Verenigde Staten | USA    | 2    | 2      | 2     | 6      |
| 3      | Oekraïne         | UKR    | 2    | 1      | 0     | 3      |
| 3      | Tsjechië         | CZE    | 2    | 1      | 0     | 3      |
| 5      | Italië           | ITA    | 1    | 2      | 0     | 3      |
| 6      | Zuid-Korea       | KOR    | 1    | 1      | 0     | 2      |
| 7      | Finland          | FIN    | 1    | 0      | 1     | 2      |
| 8      | India            | IND    | 1    | 0      | 0     | 1      |
| 9      | Rusland          | RUS    | 0    | 2      | 2     | 4      |
| 10     | Duitsland        | GER    | 0    | 1      | 3     | 4      |
| 11     | Mongolië         | MGL    | 0    | 1      | 0     | 1      |
| 11     | Noorwegen        | NOR    | 0    | 1      | 0     | 1      |
| 11     | Slowakije        | SVK    | 0    | 1      | 0     | 1      |
| 14     | Australië        | AUS    | 0    | 0      | 1     | 1      |
| 14     | Cuba             | CUB    | 0    | 0      | 1     | 1      |
| 14     | Frankrijk        | FRA    | 0    | 0      | 1     | 1      |
| 14     | Georgië          | GEO    | 0    | 0      | 1     | 1      |
| 14     | Kroatië          | CRO    | 0    | 0      | 1     | 1      |
| 14     | Slovenië         | SLO    | 0    | 0      | 1     | 1      |
| Totaal | Totaal           | Totaal | 15   | 15     | 15    | 45     |

## Trivia
- De gouden medaille die Katerina Emmons-Kurkova won, was de eerste gouden medaille die op de Olympische Spelen van 2008 werd uitgereikt.
- Het aantal punten wat David Kostelecky schoot met het onderdeel trap, was een olympisch record.

Athene 1896 · 
Parijs 1900 · 
Londen 1908 · 
Stockholm 1912 · 
Antwerpen 1920 · 
Parijs 1924 · 
Los Angeles 1932 · 
Berlijn 1936 · 
Londen 1948 · 
Helsinki 1952 · 
Melbourne 1956 · 
Rome 1960 · 
Tokio 1964 · 
Mexico-stad 1968 · 
München 1972 · 
Montréal 1976 · 
Moskou 1980 · 
Los Angeles 1984 · 
Seoel 1988 · 
Barcelona 1992 · 
Atlanta 1996 · 
Sydney 2000 · 
Athene 2004 · 
Peking 2008 · 
Londen 2012 · 
Rio de Janeiro 2016 ·
Tokio 2020 ·
Parijs 2024 ·
Los Angeles 2028
Medaillewinnaars
atletiek · badminton · basketbal · boksen · boogschieten · gewichtheffen · gymnastiek · handbal · hockey · honkbal · judo · kanovaren · moderne vijfkamp · paardensport · roeien · schermen · schietsport · schoonspringen · softbal · synchroonzwemmen · taekwondo · tafeltennis · tennis · triatlon · voetbal · volleybal · waterpolo · wielersport · worstelen · zeilen · zwemmen